# Neotyphodium
Genre
Neotyphodium est un genre de champignons (Fungi) ascomycètes de la famille des Clavicipitaceae. 
C'est une forme anamorphe. La forme téléomorphe quand elle existe est du genre Epichloe.

## Biologie

### Interactions durables
Les diverses espèces de neotyphhodium vivent en symbiose à l'intérieur de graminées avec qui ils forment des interactions durables.

L'alcaloïde caractéristique du genre est l'ergovaline. Mais cette ergopeptine n'est pas nécessaire à la relation hôte-parasite ; certaines espèces (ex.: Neotiphodium uncinatum) n'en produisent d'ailleurs pas du tout. 

Le champignon forme également des indole-diterpènes (lolitrème B par exemple, surtout dans le ray-grass), des péramines et des lolines. 

Ces alcaloïdes permettent à la plante de se défendre contre divers ravageurs. Le cas le plus flagrant est la protection acquise par les plantes endophytées contre certains de leurs prédateurs, nématodes, papillons ou charançons (ex : charançon argentin Listronotus bonariensis en Nouvelle-Zélande). Cela vaut aussi pour les pucerons qui se développent moins vite et moins bien sur des plantes mycorhisées. Les endophytes améliorent également la résistance des graminées à différents stress en particulier en améliorant le tallage, mais ce gain n'apparait que dans des conditions particulières. Aucun effet, de ce point de vue, n'a vraiment été observé en France dans des cultures non stressées. 
Les graminées vivant en symbiose avec les champignons Neotyphodium sécrètent des gouttes de liquide pouvant contenir des alcaloïdes naturellement insecticides

## Espèces
- Neotyphodium aotearoae
- Neotyphodium australiense
- Neotyphodium chisosum
- Neotyphodium coenophialum
- Neotyphodium gansuense
- Neotyphodium huerfanum
- Neotyphodium lolii
- Neotyphodium melicicola
- Neotyphodium occultans
- Neotyphodium siegelii
- Neotyphodium starrii
- Neotyphodium tembladerae
- Neotyphodium typhinum
- Neotyphodium uncinatum